# .gt
.gt е интернет домейн от първо ниво за Гватемала. Администрира се от Universidad del Valle de Guatemala. Представен е през 1992 г.

## Домейни от второ ниво
- .com.gt
- .edu.gt
- .net.gt
- .gob.gt
- .org.gt
- .mil.gt
- .ind.gt